# Tobias Smollett
Tobias George Smollett (ur. 19 marca 1721, zm. 17 września 1771 w Livorno) – szkocki pisarz powieści pikarejskich i piracko-przygodowych jak Roderick Random, Peregrine Pickle i The Expedition of Humphry Clinker. Był także pierwszym wielkim anglojęzycznym pisarzem, który utrzymywał się wyłącznie ze swej literackiej twórczości, nie mając innych źródeł dochodu.

## Przekłady na język polski
- Historya y Awantury Roderyka Random. J. Fr. (tłum.); Henry Fielding (tłum. na język franc.). T. I–III. Warszawa: 1785. Brak numerów stron w książce
- Niezwykłe przygody Roderyka Randoma. Bronisław Zieliński (tłum.), George Bidwell (posłowie), Włodzimierz Lewik (tłum. wierszy). T. I–II. Warszawa: Państwowy Instytut Wydawniczy, 1955. Brak numerów stron w książce
- Wyprawa Onufrego Clinckera. Agnieszka Glinczanka (tłum.). Warszawa: Państwowy Instytut Wydawniczy, 1956. Brak numerów stron w książce
- Peregryn Pickle. Teresa Tatarkiewiczowa (tłum.), Włodzimierz Lewik (tłum. wierszy). T. I–II. Warszawa: Państwowy Instytut Wydawniczy, 1962. Brak numerów stron w książce